# Erich Meyer (Rassentheoretiker)
Erich Meyer (* 20. Juni 1905 in Halle; † unbekannt) war ein deutscher Lehrer und nationalsozialistischer Rassentheoretiker.
Meyer studierte nach dem Abitur in Leipzig 1925 Naturwissenschaften an der Universität Halle bis zur Promotion 1928. Dann wurde er an der Helmholtzschule Leipzig Referendar und Assessor. 1932 trat er dem NS-Lehrerbund und zum 1. Mai 1933 der NSDAP bei (Mitgliedsnummer 1.961.795). 1933 wurde der Antisemit für ein Jahr der kommissarische Leiter der Höheren Israelitischen Schule Leipzig (Carlebachschule) und sorgte für das Ausscheiden des Schulgründers Ephraim Carlebach, bevor er wegen zu groben Vorgehens abgelöst und ab 1935 als Studienrat am Lößnitzgymnasium in Radebeul unterrichtete, das in Hans-Schemm-Schule umbenannt wurde. Er wurde Mitarbeiter beim Reichssachbearbeiter für Rassefragen des NSLB Karl Zimmermann. 1939 wurde er vom Schuldienst beurlaubt, um das rassistische Biologiebuch für Höhere Schulen „Lebenskunde“ zu vollenden, das er mit Zimmermann herausgab. 1942 war er Leiter der Kreisbildstelle, die in der Hans-Schemm-Schule ihren Sitz hatte. Als NS-Funktionär hatte er Kontakt zu Klara May, der Witwe von Karl May, wegen dessen Ehrung zum 100. Geburtstag.

„Der ganzen niederen körperlichen Entwicklungsstufe der negerischen Rassengruppe entspricht die geistige. . . lebt der Neger im Vergleich zum Europäer sorglos in den Tag hinein. Es fehlen ihm vorsorglicher Sinn, Ausdauer, Unternehmungsgeist und Strebsamkeit. Bei den Begabungsprüfungen, denen die amerikanischen Soldaten während des Krieges unterzogen wurden, schnitten die Neger der Punktzahl nach im Durchschnitt viel schlechter ab als die weißen Soldaten. Die sog. "Negerführer" Amerikas sind durchwegs Mischlinge. Auch erwachsene Neger muten den Europäer kindlich an; wie ein Kind ist der Neger dem Sinneseindruck hingegeben, ohne sich viel Gedanken über die Folgen seines Tuns zu machen. Die organisatorische und staatenbildende Begabung der Neger ist ebenfalls gering. Sie haben keine den europäischen oder asiatischen Gesellschaftsbildungen entsprechende Staaten geschaffen. Neger-Staaten, wie Haiti oder Liberia, zeigen neben einer äußerlich angenommenen europäischen Zivilisation noch eine primitive Negerkultur.“

## Schriften
- Neue sinnesbiologische Beobachtungen an Spinnen. Dissertation Halle 1928
- mit Werner Dittrich: (Kleine) Erb- und Rassenkunde, Breslau 1933 (mehrere Regionalausgaben)
- Einführung in die Rassenlehre, Kupky und Dietze, Radebeul 1936
- Dr. Erich Meyers farbige Kennbüchlein der Pflanzen- und Tierwelt, Blütenpflanzen der Heimat, Erfurt 1942
- Mit Karl Zimmermann: Lebenskunde. Biologiebuch für Höhere Schulen, 4 Bände, Erich Stenger, Erfurt 1934–1944 (mehrere Auflagen)

## Einzelbelege
1. ↑  Bundesarchiv R 9361-IX KARTEI/27131193
2. ↑  Barbara Kowalzik: Lehrerbuch: die Lehrer und Lehrerinnen des Leipziger jüdischen Schulwerks. 2006, S. 81, abgerufen am 21. Juli 2019.
3. ↑  Lehrbuch Lebenskunde. Museum Berlin-Karlshorst, abgerufen am 27. Januar 2025.
4. ↑  Karl Mays Grabmal in Radebeul. Abgerufen am 10. Oktober 2020.

| Personendaten    | Personendaten                                       |
| ---------------- | --------------------------------------------------- |
| NAME             | Meyer, Erich                                        |
| KURZBESCHREIBUNG | deutscher nationalsozialistischer Rassentheoretiker |
| GEBURTSDATUM     | 20. Juni 1905                                       |
| GEBURTSORT       | Halle (Saale)                                       |
| STERBEDATUM      | 20. Jahrhundert                                     |